# Phrygionis citrina
Phrygionis citrina là một loài bướm đêm trong họ Geometridae.